# Bednarów (stacja kolejowa)
Bednarów (ukr. Боднарів; ros. Боднаров) – stacja kolejowa w miejscowości Bednarów, w rejonie kałuskim, w obwodzie iwanofrankiwskim, na Ukrainie. Budynek stacyjny zbudowany jest w stylu galicyjskim.
Stacja powstała w czasach Austro-Węgier na linii Kolei Arcyksięcia Albrechta (później części Galicyjskiej Kolei Transwersalnej).